# Saura Lightfoot-Leon
Saura Lightfoot-Leon (Leiden, 1 de enero de 1998) es una actriz anglo-española nacida en Holanda. Por su primer largometraje, Hoard (2023), recibió dos nominaciones a los Premios del Cine Independiente Británico. Además fue nombrada Estrella del Mañana por la revista de cine británica Screen International en 2024.

## Biografía
Lightfoot-Leon nació en 1998 en Leiden, Países Bajos de padre inglés, Paul Lightfoot, y madre española, Sol León, ambos bailarines y coreógrafos, y creció en La Haya. En 2020 se graduó en la Real Academia de Arte Dramático (RADA) en Londres con una licenciatura en Actuación (BA).
Cuando era niña, apareció en los videos proyectados de fondo de las producciones de ballet y danza contemporánea de sus padres, como Silent Screen (2005) y Stop-Motion (2014) en el teatro Lucent Danstheater en La Haya. Stop-Motion también se representó en 2018 en el Teatro de Sadler's Wells de Londres. Al graduarse en la RADA en 2020, Lightfoot-Leon también participó en el proyecto, She Remembers, con Nederlands Dans Theater (NDT), que se realizó virtualmente.
Su debut en una serie de televisión fue en un episodio de la miniserie de BBC One, Life After Life, en 2022. Hizo su debut cinematográfico como María, el papel principal en la película Hoard de Luna Carmoon, coprotagonizada por Joseph Quinn y Hayley Squires. Por su actuación en Hoard, recibió una Mención Especial del Jurado en el Festival Internacional de Cine de Venecia de 2023. Además fue nominada a los Premios del Cine Independiente Británico de 2024 en las categorías de Mejor Interpretación Revelación y Mejor Interpretación Conjunta junto con Quinn.
En 2024, tuvo un papel importante en la serie The Agency de Paramount+, interpretando a la oficial de campo de la CIA, Daniela Ruiz Morata. También apareció en la serie dramática de la Segunda Guerra Mundial, Masters of the Air, de Apple TV+ y en la miniserie de Netflix, Érase una vez el Oeste, un wéstern ambientado en 1857 durante la Guerra de Utah.

## Filmografía

### Cine
| Año  | Título    | Papel | Notas                 | Ref.   |
| ---- | --------- | ----- | --------------------- | ------ |
| 2020 | Grapes    | Rae   | Cortometraje          |        |
| 2020 | Hard Pass |       | Cortometraje          |        |
| 2023 | Hoard     | Maria | Debut cinematográfico | [ 14 ] |

### Televisión
| Año       | Título                 | Papel               | Notas        | Ref.   |
| --------- | ---------------------- | ------------------- | ------------ | ------ |
| 2022      | Life After Life        | Hilde               | 1 episodio   |        |
| 2024      | Masters of the Air     | Louise              | 2 episodios  | [ 17 ] |
| 2024-2025 | The Agency             | Daniela Ruiz Morata | 10 episodios | [ 17 ] |
| 2025      | Érase una vez el Oeste | Abish Pratt         | 6 episodios  | [ 18 ] |

## Obras de teatro
| Año  | Título        | Notas                             |
| ---- | ------------- | --------------------------------- |
| 2005 | Silent Screen |                                   |
| 2014 | Stop-Motion   | Lucent Danstheater, La Haya       |
| 2020 | She Remembers | Nederlands Dans Theater (virtual) |

## Premios y nominaciones
| Año  | Premio                                    | Categoría                       | Trabajo nominado | Resultado | Ref.          |
| ---- | ----------------------------------------- | ------------------------------- | ---------------- | --------- | ------------- |
| 2023 | Festival Internacional de Cine de Venecia | Mención especial del jurado     | Hoard            | Ganadora  | [ 19 ]        |
| 2024 | Premios del Cine Independiente Británico  | Mejor Interpretación Conjunta   | Hoard            | Nominada  | [ 20 ] [ 16 ] |
| 2024 | Premios del Cine Independiente Británico  | Mejor Interpretación Revelación | Hoard            | Nominada  | [ 20 ] [ 16 ] |